# 路德城艾斯莱本
路德城艾斯莱本（德语：Lutherstadt Eisleben），通称艾斯莱本，是德国萨克森-安哈尔特州的一个城镇，宗教改革领袖马丁·路德出生和去世的地方。2005年，该市人口为24,552人。
该镇有路德出生和去世的房屋，出生后次日领洗的圣彼得保罗教堂，以及最后一次讲道的圣安德烈教堂。1997年，该镇被列为世界遗产。

## 友好城市
- 法國赖姆 （1962年）
- 德国黑尔讷 （1990年）
- 德国梅明根 （1990年）
- 德国魏恩海姆 （1990年）